# Mauri (wieś)
Mauri – wieś w Estonii, w prowincji Võru, w gminie Misso.